# 松岩駅
松岩駅（まついわえき）は、宮城県気仙沼市松崎片浜にある、東日本旅客鉄道（JR東日本）気仙沼線BRT（バス高速輸送システム）のバス停留所である。元々は同社の気仙沼線の鉄道駅であった。

## 歴史
- 1957年（昭和32年）2月11日：日本国有鉄道（国鉄）気仙沼線の駅として開業（一般駅）[2]。
- 1963年（昭和38年）10月1日：貨物の取り扱いを廃止し、旅客駅となる[2]。
- 1972年（昭和47年）2月1日：荷物扱いを廃止[3]。無人化。
- 1987年（昭和62年）4月1日：国鉄分割民営化により、JR東日本の駅となる[2]。
- 2011年（平成23年）3月11日：東日本大震災（東北地方太平洋沖地震）で発生した津波により流失[4]。
- 2012年（平成24年）8月20日：BRTで仮復旧[5]。
- 2018年（平成30年）7月1日：バス専用道の延伸に伴い、専用道上に駅を移設[6]。
- 2020年（令和2年）4月1日：柳津駅 - 気仙沼駅間の鉄道事業廃止により、鉄道駅としては廃駅となる[7][8]。

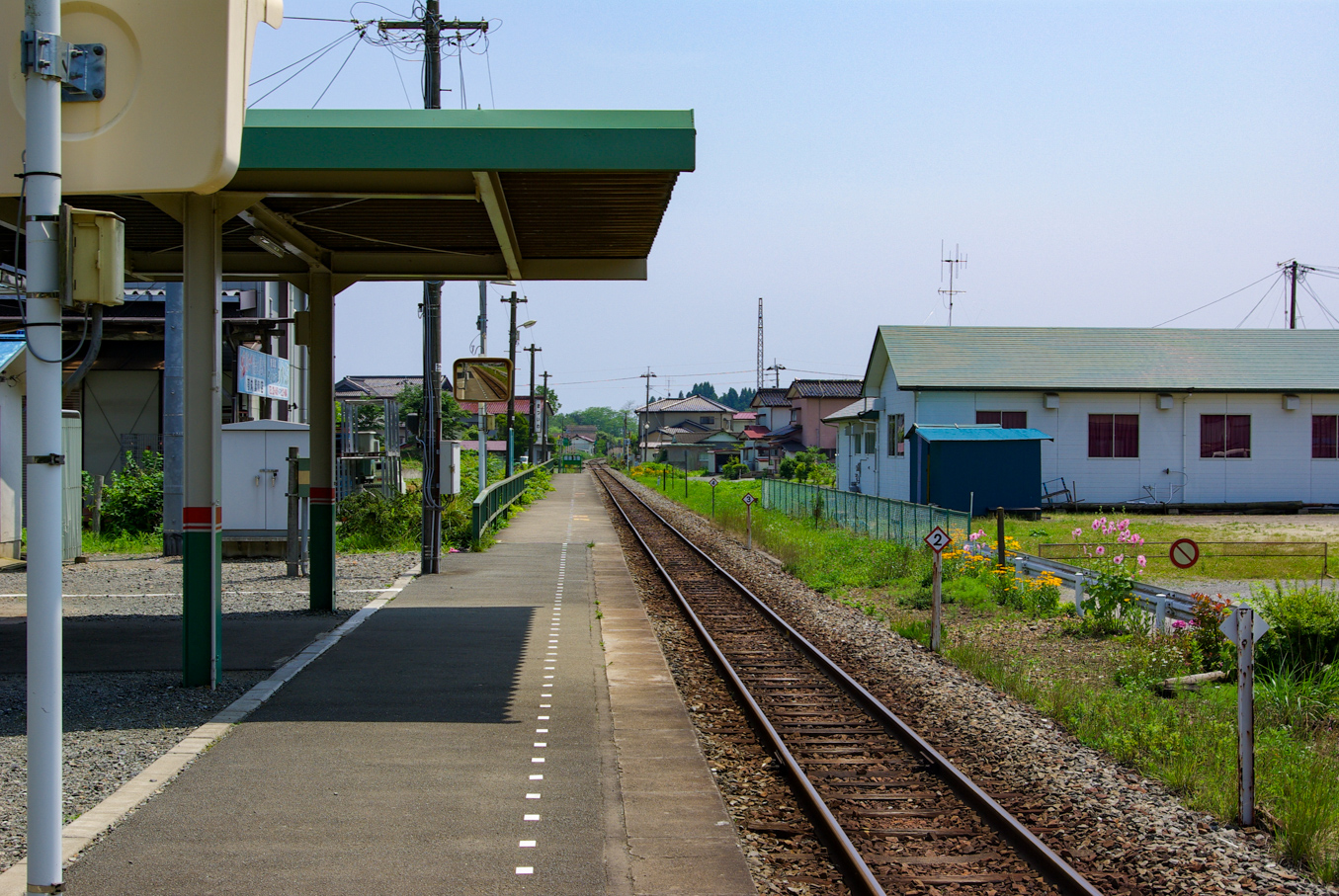
鉄道時代のホーム（2009年7月）
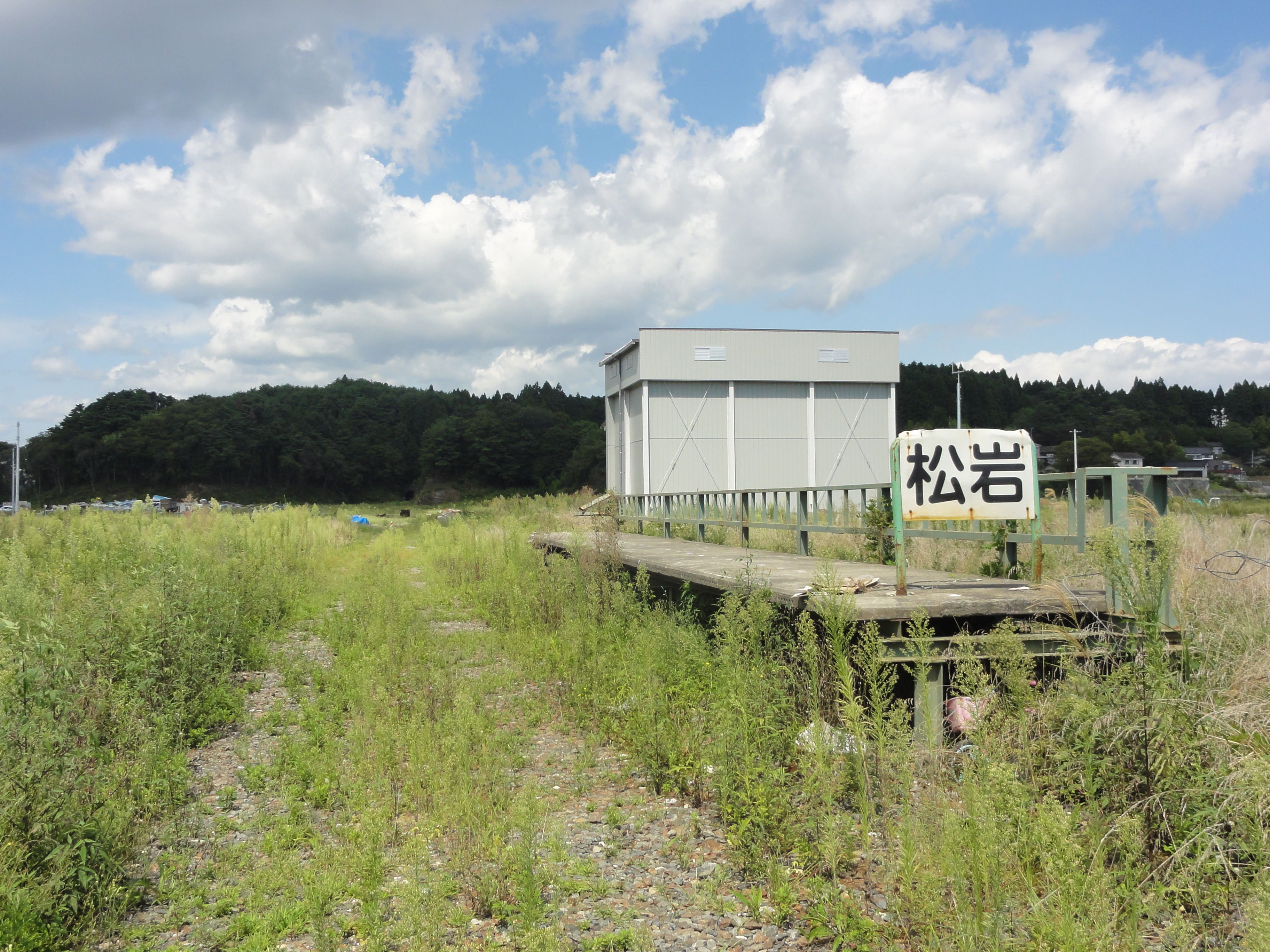
震災被害を受けたホーム（2012年9月）
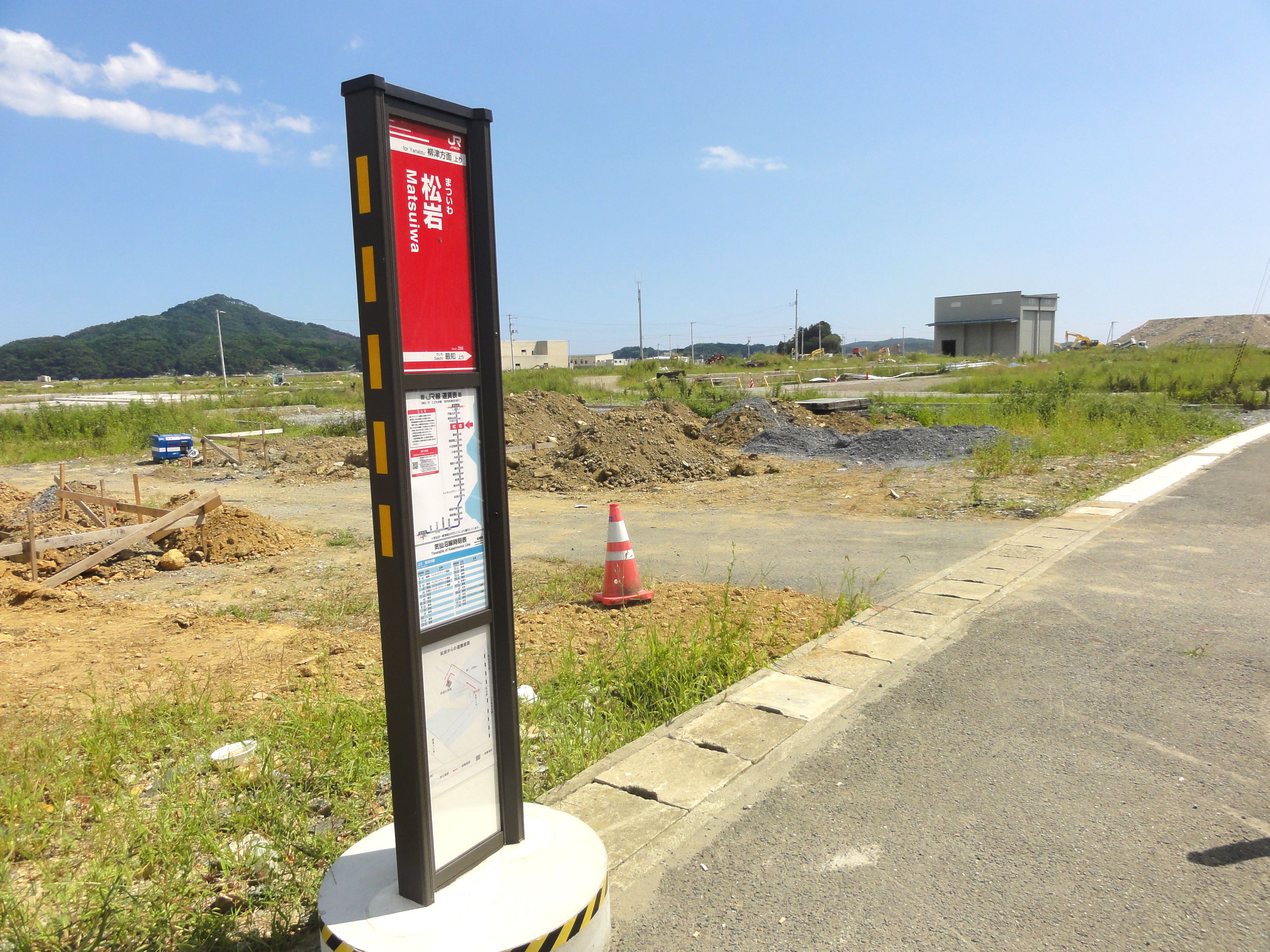
一般道上に設置されていた時代のBRTのりば（2012年8月）

## 駅構造
鉄道駅のホームと線路を撤去した専用道上に、上り下りの乗降場が相対して設置されている。構内は2車線。柳津方面行き乗降場に待合室とトイレが設置されている。赤岩港方で一般道と繋がっており、気仙沼市立病院駅を経由する便の出入りに使われる。
BRTの運行開始時には県道上（ミヤコーバス「片浜」停留所と同位置）に設置されていた。
震災発生前は単式ホーム1面1線を有する地上駅で、気仙沼駅管理の無人駅であった。コンクリート製の駅舎があったが震災による津波で流失し、ホームの一部のみが残った。

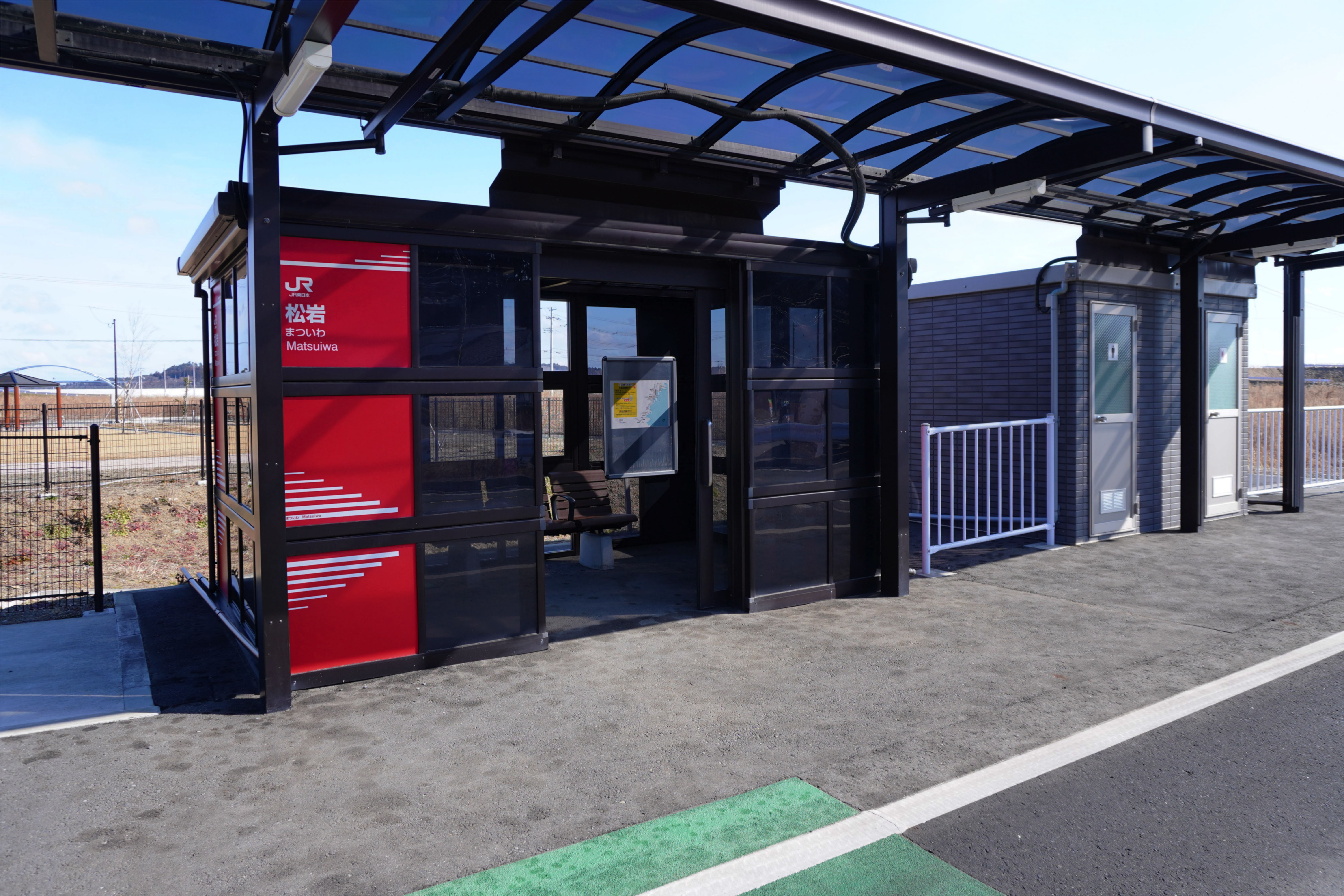
待合室（2024年2月）

## 利用状況
JR東日本によると、2023年度（令和5年度）のBRTにおける1日平均乗車人員は42人である。
2013年度（平成25年度）以降の推移は以下のとおりである。
| 乗車人員推移       | 乗車人員推移     | 乗車人員推移    |
| 年度               | 1日平均 乗車人員 | 出典            |
| ------------------ | ---------------- | --------------- |
| 2013年（平成25年） | 58               | [ 利用客数 2 ]  |
| 2014年（平成26年） | 66               | [ 利用客数 3 ]  |
| 2015年（平成27年） | 62               | [ 利用客数 4 ]  |
| 2016年（平成28年） | 57               | [ 利用客数 5 ]  |
| 2017年（平成29年） | 52               | [ 利用客数 6 ]  |
| 2018年（平成30年） | 60               | [ 利用客数 7 ]  |
| 2019年（令和元年） | 58               | [ 利用客数 8 ]  |
| 2020年（令和02年） | 50               | [ 利用客数 9 ]  |
| 2021年（令和03年） | 45               | [ 利用客数 10 ] |
| 2022年（令和04年） | 45               | [ 利用客数 11 ] |
| 2023年（令和05年） | 42               | [ 利用客数 1 ]  |

## 駅周辺
西側は宮城県道26号線に接し、駅に隣接する「片浜」停留所では仙台方面の高速バス（ミヤコーバスの仙台 - 気仙沼線）が利用できる。
震災後、駅の東側では区画整理が行われ、商業施設の誘致が進められているが、2022年9月時点では交渉が難航し、見通しが立っていないと報じられている。
- 松岩寺
- 古谷館八幡神社
- 煙雲館（仙台藩 伊達家御一家筆頭 鮎貝家居館。落合直文生家）
- 国道45号（気仙沼バイパス）
- 宮城県道26号気仙沼唐桑線
- 三陸沿岸道路 気仙沼中央インターチェンジ
- 松岩郵便局
- 気仙沼警察署松岩駐在所
- ミヤコーバス「片浜」停留所

## 隣の停留所
東日本旅客鉄道（JR東日本）
■気仙沼線BRT
専用道経由
岩月駅 - 松岩駅 - 赤岩港駅
一般道経由
岩月駅 - 松岩駅 - 気仙沼市立病院駅

### かつて存在した鉄道路線
東日本旅客鉄道（JR東日本）
■気仙沼線
最知駅 - 松岩駅 - 南気仙沼駅

### 記事本文
1. 1 2 3  『週刊 JR全駅・全車両基地』 56号 新庄駅・気仙沼駅・鳴子温泉駅ほか80駅、朝日新聞出版〈週刊朝日百科〉、2013年9月15日、24頁。
2. 1 2 3 4  石野哲（編）『停車場変遷大事典 国鉄・JR編 Ⅱ』（初版）JTB、1998年10月1日、484頁。ISBN 978-4-533-02980-6。
3. ↑  「日本国有鉄道公示第537号」『官報』1972年1月28日。
4. ↑  「【東日本大震災】JR東日本、太平洋沿岸の23駅流失」『Sankei Biz』2011年4月1日。オリジナルの2011年4月13日時点におけるアーカイブ。2025年7月30日閲覧。
5. ↑  「気仙沼線における暫定的なサービス提供開始について (PDF)」（プレスリリース）、東日本旅客鉄道仙台支社／東日本旅客鉄道盛岡支社、2012年7月18日。2013年6月19日時点のオリジナル (PDF)よりアーカイブ。2025年7月30日閲覧。
6. ↑  「気仙沼線BRTダイヤ改正について (PDF)」（プレスリリース）、東日本旅客鉄道仙台支社／東日本旅客鉄道盛岡支社、2018年6月8日。2018年6月12日時点のオリジナル (PDF)よりアーカイブ。2025年7月30日閲覧。
7. ↑  「気仙沼線（柳津～気仙沼間）及び大船渡線（気仙沼～盛間）における鉄道事業の廃止の日の繰上げの届出について (PDF)」（プレスリリース）、東日本旅客鉄道、2020年1月31日。2020年2月6日閲覧。
8. ↑  「鉄道事業の廃止の届出に係る廃止の日の繰上げについて (PDF)」（プレスリリース）、国土交通省東北運輸局、2020年1月29日。2020年2月1日時点のオリジナル (PDF)よりアーカイブ。2020年2月6日閲覧。
9. ↑  「片浜地区土地区画整理地内の商業施設誘致見通したたず」『三陸新報』2022年9月20日。オリジナルの2022年9月20日時点におけるアーカイブ。2022年9月22日閲覧。

### 利用状況
1. 1 2  「BRT駅別乗車人員（2023年度）| 企業サイト：JR東日本」東日本旅客鉄道。2025年7月30日閲覧。
2. ↑  「BRT駅別乗車人員（2013年度）：JR東日本」東日本旅客鉄道。2025年7月30日閲覧。
3. ↑  「BRT駅別乗車人員（2014年度）：JR東日本」東日本旅客鉄道。2025年7月30日閲覧。
4. ↑  「BRT駅別乗車人員（2015年度）：JR東日本」東日本旅客鉄道。2025年7月30日閲覧。
5. ↑  「BRT駅別乗車人員（2016年度）：JR東日本」東日本旅客鉄道。2025年7月30日閲覧。
6. ↑  「BRT駅別乗車人員（2017年度）：JR東日本」東日本旅客鉄道。2025年7月30日閲覧。
7. ↑  「BRT駅別乗車人員（2018年度）：JR東日本」東日本旅客鉄道。2025年7月30日閲覧。
8. ↑  「BRT駅別乗車人員（2019年度）：JR東日本」東日本旅客鉄道。2025年7月30日閲覧。
9. ↑  「BRT駅別乗車人員（2020年度）| 企業サイト：JR東日本」東日本旅客鉄道。2025年7月30日閲覧。
10. ↑  「BRT駅別乗車人員（2021年度）| 企業サイト：JR東日本」東日本旅客鉄道。2025年7月30日閲覧。
11. ↑  「BRT駅別乗車人員（2022年度）| 企業サイト：JR東日本」東日本旅客鉄道。2025年7月30日閲覧。